# 地球温暖化に関する論争
地球温暖化に関しては、その影響が広範囲に及び、対策もまた大規模になると予測されているため、その具体的な緩和策に関する議論も多い。また、一部では原因や影響、対策の効果などについて懐疑論も見られる。
2020年頃から、二酸化炭素による温暖化・気候変動の影響を完全に否定する従来の形から、それらの原因や影響、対策に疑問視したり、温暖化は無害でむしろ好都合だと主張したりする説が目立ってきていて、これにはとくにユーチューブ等のインフルエンサーの影響がみられるとする。

## 二酸化炭素による温暖化・気候変動影響の否定論
YouTubeの登録者数は1990万人で世界で最も人気のあるポッドキャスト司会者とも言われるアメリカの人気ポッドキャスターであるジョー・ローガンは、近年の異常気象はあくまで気候変動の範囲内とする。この発言のあった動画は1千万回以上再生されている。

## 緩和技術に関する議論
個々の緩和技術に関しては、それぞれ特有の短所や限界はあるものの、適切に利用すれば相応の効果が得られるとされる。また、単一の緩和手段に頼らず、複数の手段を併用する必要性が指摘されている（スターン報告、IPCC第4次評価報告書など）。
しかしそのような短所や限界のみを捉え、批判する者も見られる。

## 再生可能エネルギーに関する議論
再生可能エネルギーは緩和手段の1つとされ、既に国によってはエネルギー供給量の数割を占めている。その一方、下記のような懐疑的な意見もみられる。
- エネルギー密度が低い
- 不安定で系統安定化が必要
- 設備コストや発電単価が高い
- 発電効率が低い
- ライフサイクルで見るとエネルギー収支が正になるとは限らない
- 基幹エネルギー源として利用するには絶対量が不足している

しかしこれらは根拠に乏しかったり、条件の悪い時だけを取り上げたり、今後の改善の実現性を無視して批判するものが多い。
実際には再生可能エネルギーはIPCC第4次評価報告書、スターン報告などでも地球温暖化への対策の一環として挙げられ、その効果は数ある緩和手段の中でも最も大きい部類に入るとされている。またエネルギーの自給率を高める、環境汚染を抑制するなどの付随効果も指摘されている。エネルギーや電力需要の数割以上を再生可能エネルギーで賄ったり、それを目指す国も増えている。

## 原子力発電に関する議論
原子力発電は二酸化炭素の排出が非常に少ないと言う理由で、各国で温暖化対策の中核的手段とする動きが活発となってきている。2007年の主要国首脳会議（ハイリゲンダムサミット）では、日米で温暖化対策として原発推進を明記する提案がなされ、IPCC第4次評価報告書やスターン報告などでも緩和策の1つとして挙げられている。
その一方で、コスト的に負荷追従用途に向かないことや、需要地から離れた場所に建設されることが多いため送電にかかる電力損失が高くなりがちなこと、設備そのものの寿命、放射性廃棄物の処理にかかる時間や経済性などの問題が指摘されるとともに、原発の総数が増えれば統計的に大事故につながる危険性も高まることから汚染事故も懸念されている。
その他、ウランピークが過ぎれば良質なウラン鉱石が得られなくなり、エネルギー利益比が格段に落ちるとの指摘もある。また、コストや核の拡散やテロの標的になるなどの危険性から過度の原発の依存に対して懐疑的な見方もある。例えば、地球温暖化問題は「存在する」とするアル・ゴアも、原子力発電に対しては消極的である。
エネルギー供給における緩和手段としての利用状況は国によってまちまちである。フランスやイギリスのように再生可能エネルギーと併用する国が多く見られる一方、前述の諸問題を考慮して全廃を目指しているドイツやスウェーデンなどの国もある。

## 一次エネルギー分担率に関する議論
2005年時点の化石燃料依存割合は、日本 81.9%、EU 78.9%（ドイツ 82.9%、イギリス 88.6%、フランス 53.2%、スウェーデン 35.1%、デンマーク 83.2%、ノルウェー 62.6%、フィンランド 55.0%、オーストリア 78.1%）、アメリカ合衆国 86.2%、オーストラリア 94.5% などとなっている。
この中で比較的依存度が低い国の多くでは原子力発電への依存度が高くなっている（フランス 42.6%、スウェーデン 36.2%、日本 15.0%、ドイツ 12.3%）が、原子力利用への姿勢はまちまちで、フランスは推進、スウェーデンやドイツは縮小し再生可能エネルギーでの代替を進めている。
なお、同年時点の再生可能エネルギー利用割合は、ノルウェー 41.0%、フィンランド 23.2%、スウェーデン 29.4%、ドイツ 4.9%、日本 3.2% などとなっている。

## 炭素固定に関する議論
森林の吸収量は最終的に飽和するものの、長い年月をかけて成熟していく過程において空気中より多量の炭素を取り込み、森林が維持される限りは固定し続けるとされる。またバイオ燃料の供給源ともなる。このため、スターン報告やIPCC第4次評価報告書においても対策の1つに挙げられている。しかし飽和状態のみを捉え、植物は最終的に枯死して分解されるから効果が無いとの批判も見られる。

## 二酸化炭素固定・貯留に関する議論
一部の国家や化石燃料業界は二酸化炭素回収・貯留（CCS）技術を推進している。
しかしながら、物理学者のレット・アレインの計算では、空気中の二酸化炭素を分離して産業革命前の二酸化炭素濃度（280ppm）に戻すには原子力発電所数百か所以上分の莫大なエネルギーが必要であり、現在のライフスタイルを維持したまま地球温暖化を解決することは現実的ではないと結論付けた。
2024年時点で、大規模に実証されている二酸化炭素回収・貯留施設は存在しない。
CCSが実際には気候変動の解決策にならないことを知っていながら、化石燃料を利用し続ける口実として化石燃料業界が過大宣伝を行なっているとの批判もある。

## メディアや偽善性に対する批判
- 大量の電力を消費している一方で温暖化の深刻さを訴えるテレビ局、温水プール付きの豪邸に住んでいるのに映画『不都合な真実』に出演するアル・ゴアなど、偽善性に対する批判[22]。アル・ゴアは太陽光パネルを取り付けたり電気自動車に乗るなどの対応を迫られた[23]。

ショーン・ハニティーは「移動手段といえば自家用ジェットか大型リムジンしか知らず、豪邸を何軒か構えながら、つましく暮らせ、エネルギーは配給制にせよ、と庶民に説教する人々の偽善」と批判している。
- 「エコ替え」CMなどエコ商法に対する批判[25]。

サステナブル経営の専門家であるアンドリュー・ホフマンは、持続可能でない生活様式への批判には一理あるとしつつ、個人でできる対策には限界があり、既存の社会システムを少しずつ変化させる必要があると述べた。
気候科学者のマイケル・マンは、環境主義者の偽善性に対する批判や人格攻撃を、気候変動対策を遅らせるための新たな戦術（Climate sadism、Carbon shaming）であるとみている。

## 陰謀論
地球温暖化陰謀論では、「温暖化は存在せず、科学者や国際機関、政府、環境団体が世界政府の樹立や再生可能エネルギー推進、経済的利益などの目的で情報を操作している」と主張されることがある。たとえば「京都議定書の支持者は世界統治を目指している」「温暖化の脅威は原子力発電や再生可能エネルギー推進のための口実だ」「環境団体が科学者に賄賂を渡してデータを改ざんしている」といった説が挙げられる。

## 影響・対策に対する疑問
- 日本は全世界のCO2排出量のうち3%しか占めていない（中国やアメリカなどより排出量が少ないため、温暖化対策しても意味がない、それらの国が積極的に温暖化対策してから日本も対策を始めるべき）。
- 類似の疑問として、「オーストラリアは全世界のCO2排出量のうち1%程度しか占めていないため、温暖化対策に貢献できない」も存在する[33]。

→日本やオーストラリアを含め先進国20か国が世界のCO2排出量の76%を占めている。先進国が温暖化対策に積極的でなければ、開発途上国の温暖化対策への意欲が削がれることとなる。また、脱炭素が完了すると日本は地政学的に安定し、オーストラリアはエネルギー大国になれるが、温暖化対策をしなければそれらのチャンスや世界での地位を失うことにつながる。
現在の温暖化問題の取り上げられ方に対する意見としては、対策に費やされる経済的コスト（例として環境税、レジ袋税など）が大きすぎるとの主張（有名なのは山形浩生訳のビョルン・ロンボルグの著作など）がある。ノードハウスは自らが開発したDICEモデルに基づき、スターン報告で提案されている削減を実施した場合、費用が便益を上回ると述べている。地球温暖化の原因についての研究は進んでいるが、その影響や未来予測、それに必要な対策についてはいまだ研究途上のためである。対して温暖化対策推進派は、温暖化により起こると予想される結果を小さく見積もる立場から起きており、大多数の気候学者から厳しく批判されているとしている。
スターン報告やIPCC第4次評価報告書において、温暖化の抑制が経済的にも可能であり、対策をしない場合に想定される被害のほうが遙かに大きいと指摘されている。
多くの経済学者は炭素税をはじめとするカーボン・プライシングを最も効果的な温暖化対策の1つと考えている。
イギリスの場合、ネットゼロへの移行により1640億ポンドの利益を得られるという分析がある。

## 排出権取引に関する議論

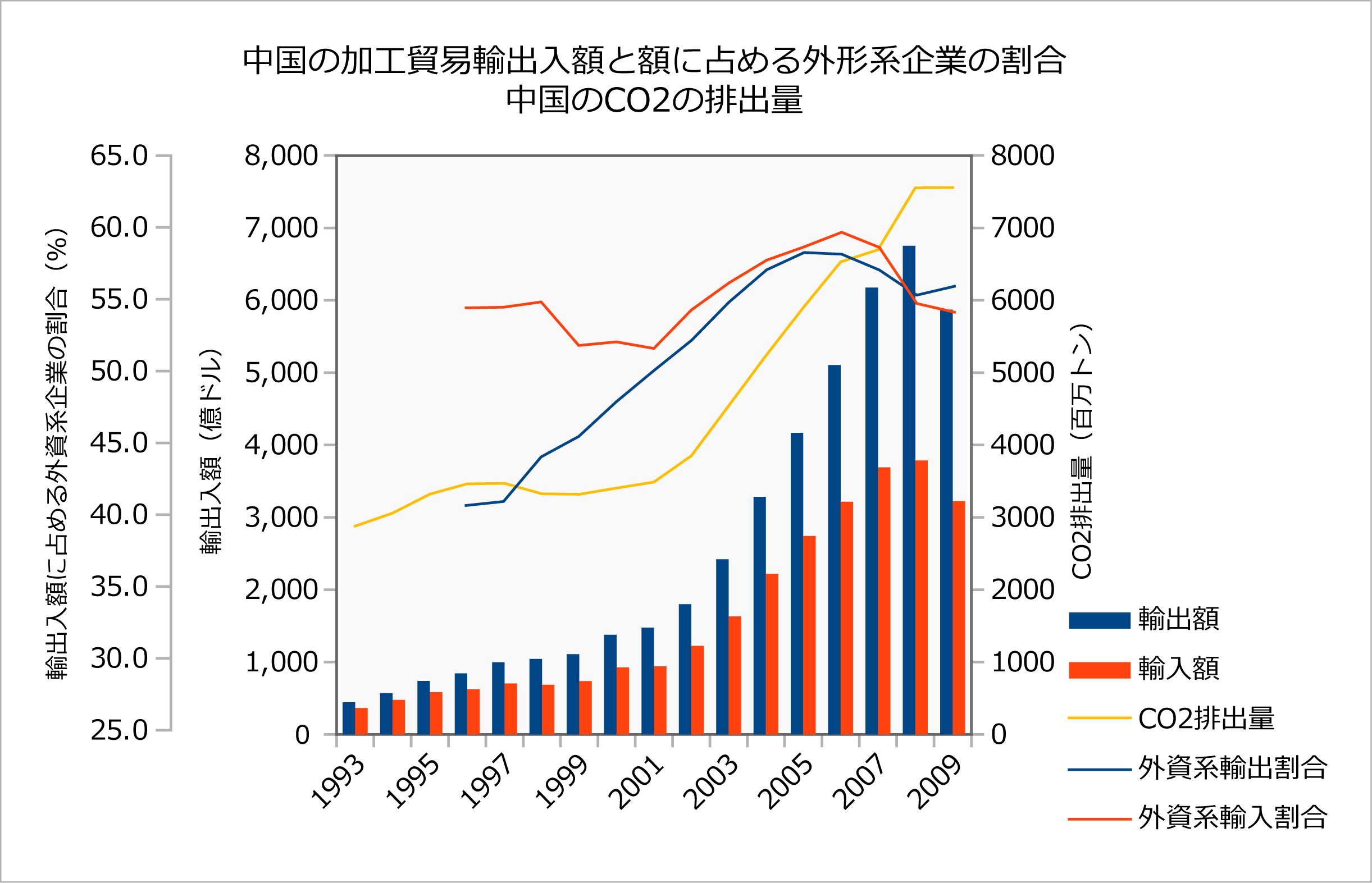
中国の加工貿易輸出入額と額に占める外資系企業の割合とCO2排出量

- 途上国にはCO2排出規制がない。先進国が排出権取引逃れのために途上国に工場を移せば、CO2は削減できない。イギリスやスウェーデンなどは経済成長を維持しつつ、CO2を削減しているとされるが、収入源は金融や保険などの非製造業がメインであり、CO2排出を伴う製造業の工場は国外へ移転している。そのため、データ上は一見その国のCO2が減った様に見えるが、実際は排出場所が変わっただけで、製造工場の移転先ではCO2が増えるという結果になっている。CO2排出量を製造国に押し付け、製品だけを輸入するというのは不公平である。そのため、製品の輸入と同時にCO2量も同時に輸入し消費国が排出したものとみなす「消費ベースCO2排出量」の算出方法が求められている[44][45]。
- 排出権取引は将来の排出枠を巡りすでにバブルの様相を呈している。

## 人口増加に関する議論
- 世界総人口増加が増え続ける現在、人口増加がもたらす環境への影響や関係性についての議論。賛否両論あり。色々な面でデリケートで難しい問題である[46]。

## 日本の国内事情に関する議論
- 本来、温暖化ガスの6%の削減のためには「エネルギー利用の効率化」と「1人当たり資源消費量の削減」を行う必要があるものの、日本はエネルギー利用の効率化を既に進めており（1人当たり資源消費量はアメリカの5分の1～4分の1、ドイツの約2分の1（World Resources Institute,The Weight of Nations 2000））、他方で1人当たり資源消費量は民生分野での自動車普及やエアコンの影響などにより増加傾向にあり、二酸化炭素排出量2010年見通しは1990年対比14%増とされている。したがって、日本が京都議定書を守るためには削減目標分6%分と合わせた20%相当分の削減のために排出権を購入する必要があり（なお、その対価は約2兆円とも言われる（2007年3月時点））、結果として日本は「効果の薄い京都議定書」と心中して「環境を金銭で買う」と非難されることになる懸念が高いこと（ロシアが最終的に京都議定書を批准した理由として、自国で使わない1990年比の排出権枠を発効時点の2005年2月時点で確実に2010年目標達成が見込まれない日本という優良債権国が出てきたため、売りたいとの政治的意図があると言われる）[47]。

→京都議定書の目標は温室効果ガスの排出量削減であり、エネルギー使用量そのものの削減ではない。仮に「日本はエネルギー利用の効率化を既に高度に進めて」いたとしても、化石燃料由来エネルギーを減らす努力はいっこうに進んでいない。北欧諸国ではこの努力が評価されて削減目標が低く抑えられている。
→日本の排出量は総排出量でも一人当たり排出量でも世界で5指に入るほどであり、これまでの累積排出量の多さも考慮すると大きな削減努力が必須であるとの指摘もある。
- GDP 当たりのエネルギー消費量で比較した際、2001年度時点ではドイツは日本の1.4倍、人口当たりエネルギー消費量ではドイツは日本の3倍を使用しており、日本の方が遥かにエネルギー効率が高かった[52]ものの、近年になるとドイツやイギリスなどで炭素税や排出量取引を採用するといった対策を積み重ねてきたこと[53]によって効率を高めている反面、日本の改善は緩やかであることから、2005年の CO2 排出量あたり GDP 値を見るとイギリスには既に抜かれ、ドイツとの差も僅かになっている[54]。

- 1990年代以降に急増した自家用乗用車はその多くが公共交通からの転換であり[55]、エネルギー使用が効率的である公共交通から非効率な自家用乗用車への逆転換[56]を黙認するという環境政策の失敗であった。そのため、たとえば OECD から「比較的小さな都市及び地方都市において統合的な公共交通システムをさらに拡充するとともに、大都市部及び高速道路での交通渋滞に取り組むため、交通需要の管理を改善すること」や「技術特定型の目標を避けつつ、再生可能エネルギー源の開発及び化石燃料への依存を減らすための、一貫性をもった長期的なフレームワークを構築する」ことが勧告されているが[57]、財界における自動車・石油産業の影響力の下では効果的な対策が打ち出されにくい[58]。
- 国土交通省の2005年度調査によると、1人を1km運ぶ場合に排出される二酸化炭素の量は、鉄道19g、バス51g、航空111gに対して、内燃機関を持つマイカーはバスの3倍以上の173gとなっている。これに従前からの大気汚染・騒音などの自動車公害や交通事故の抑止といった社会的要請も加わり、「マイカー」に依存せず公共交通機関を使いやすいまちづくりをすることが求められている（前述）ことから、たとえば公共交通の活性化・利用促進策や、交通需要管理(TDM)・モビリティ・マネジメント(MM)、都市計画の活用（スプロール化の抑止、コンパクトシティへの誘導策など）が検討され、取り組まれはじめている[59]一方、コンパクトシティ化には失敗例も多い[60]。

（京都議定書、途上国と先進国の対立、中国、米国などに関して追記が必要）

## 地球温暖化・温暖化人為説に対する懐疑論
IPCC第4次評価報告書などにおいて、地球温暖化の原因は人為的なものが大部分であるとの国際的かつ科学的な合意が得られている。また2007年7月に米国石油地質協会 (AAPG)がその意見を変えて以来、近年の温暖化に対する人為的影響を否定する国際的な学術組織は無いとされる。しかしごく一部では、異議を唱える論者も見られる。
地球温暖化に対する懐疑論は、二酸化炭素を主因とする温暖化を疑うものから、温暖化自体を否定しているもの、温暖化は単なる気候変動の結果だとするもの、自然科学面でなく政治経済的な点を対象としたものまで数百にわたる。また、モデルと実際の気候の不整合を問うものなどがある。太陽とテレコネクションなどの気候変化の関係に注目する研究の中から、査読を受けた論文に基づいた主張もなされている。しかし、IPCC第4次評価報告書では曖昧さが残るとして採用されず、学術界ではその後も否定的な研究結果が相次いで発表されている（スベンスマルク効果を参照）。学術的に非主流派だが、ドナルド・トランプ政権など政治的に大きな影響力を持っている。
- 「温暖化は人為的なものであるとは断言できない」とする意見[67]。二酸化炭素を主因とする温暖化を疑うもの、温暖化は自然現象である、または自然現象の影響（太陽活動の影響、宇宙広範の活動の影響、地球内部の活動、磁気圏の活動など）も大きいとの主張。

→人間の活動による温室効果ガス排出以外で温暖化を説明する理論には様々な誤りがある。
- 火山活動や海水からの二酸化炭素の排出の影響の方が人為起源より大きい。

→人為起源の方が火山活動より100倍多く二酸化炭素を排出している。海は人為起源の二酸化炭素を吸収している。
- 水蒸気の影響の方が大きい。

→二酸化炭素の増加により、水蒸気の温室効果も大きくなる。
- 温室効果ガスの増加は一次的な主要因ではなく、温暖化のために増えている（ミランコビッチ・サイクル）。

→現在の温暖化はミランコビッチ・サイクルでは説明がつかないほど急速に進行している。
- 小氷期からの回復過程（自然由来の因子）が、まだ続いている可能性もあるのではないか。

→1800年代以降、自然由来の因子はほとんど変化していない。
- 南極の一部だけは気温が上昇していないから、水蒸気が増えてもそこに降雪が集中するはずだ。

→気温上昇により南極の降雪量は増えると予想されているが、氷は減少している。地球温暖化の南極への影響は複雑であり、一部の地域の現象だけを取り上げて地球全体の現象を説明するのは不適切である。
- 予想に用いる気候モデルの信頼性が十分でない（二酸化炭素のミッシング・シンクなど）。

→不確実性はあっても、気候モデルによる過去と未来の気温の予測は現実となっている。
- 軍事産業や一部国家による陰謀である。

→地球温暖化の「陰謀」を実行するには、150年以上にわたって数十もの学術団体と数千もの論文を操作しなければならない。
- クライメイトゲート事件。

→調査の結果、不正は発見されなかった。
- 温暖化には経済的な利点があり良いことだとする説。特にアメリカ合衆国北部や北欧、ロシアにとって有利だとする。他方で、島嶼諸国と熱帯乾燥地域の不利益は大したことではないか、最悪でも金銭補償すれば済むとする。

→温暖化の悪い影響は良い影響を圧倒的に上回る。